# アルバニア航空
アルバニア航空（アルバニアこうくう、英語：Albanian Airlines）はかつて存在したアルバニアの航空会社。ティラナ国際空港を拠点に国際線を運航していた。

## 歴史

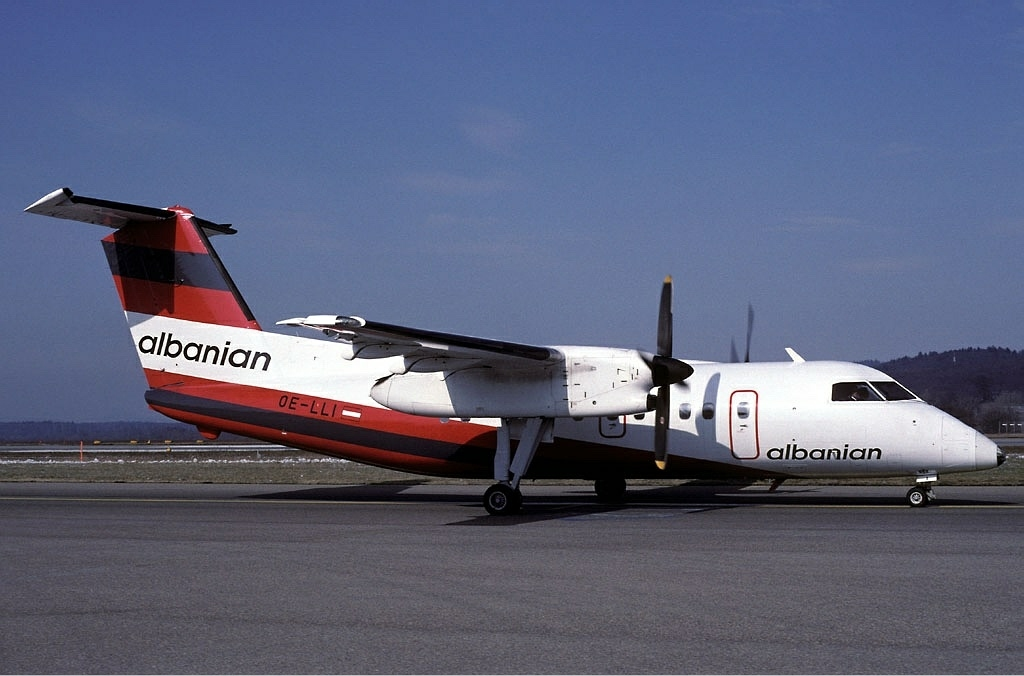
DHC-8-100

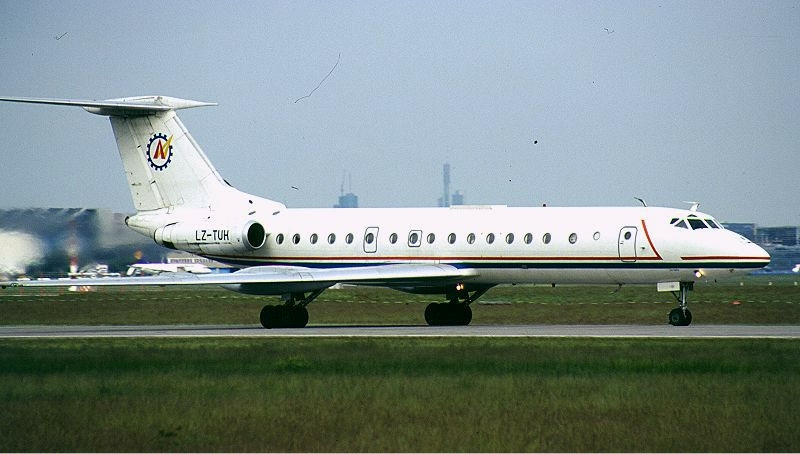
ツポレフ Tu-134

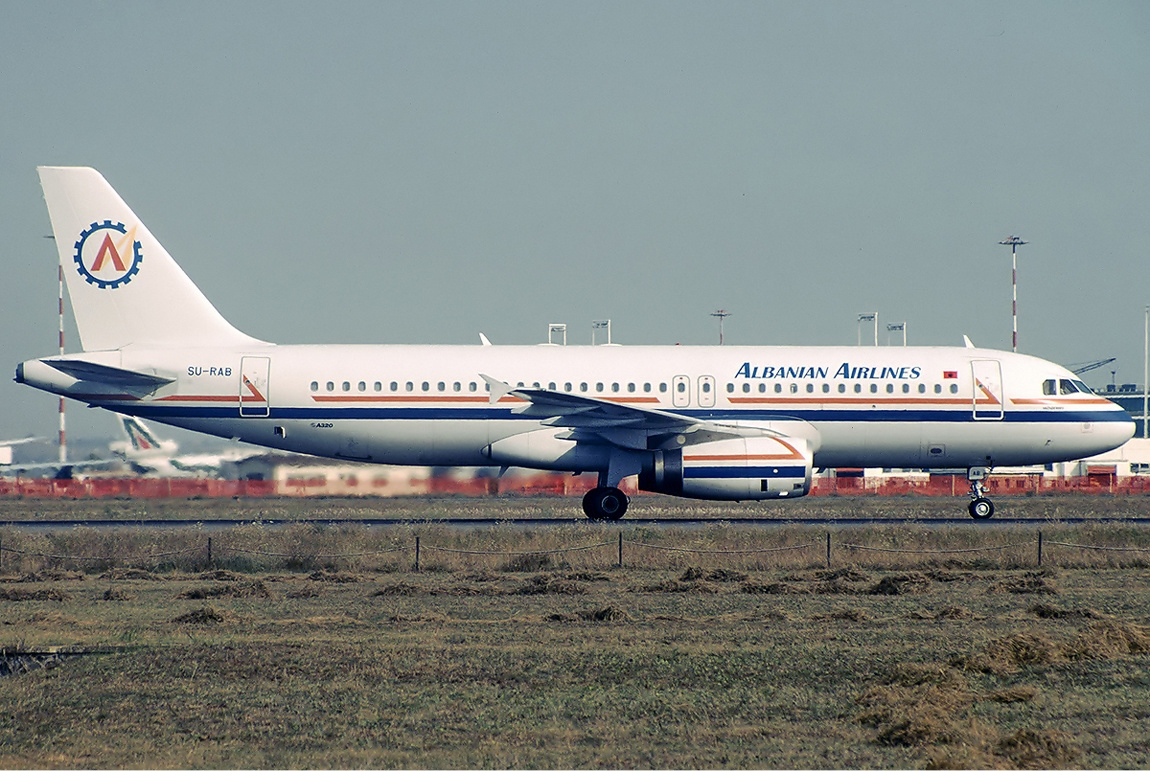
エアバス A320-200

アルバニア航空は1991年に共産主義の下、政治家が利用するためにAlbania Airlines(Albanianではない)という名前で設立された。しかし1992年にAlbanian Airlinesに改称されて1995年からは一般市民にも開かれた営業を行っている。当初はオーストリアのチロリアン航空とアルバニア政府との合併事業として一機のデ・ハビランド・カナダ DHC-8型機で運航を行っていたが、1997年にチロリアン航空がアルバニア航空との関係を解消しデハビランド機を引き上げたためアルバニア航空は民営化されたのちクウェートのM. A. Kharafi & Sonsに売却された。その結果アルバニア航空はエジプトのShorouk AirからリースしたエアバスA320機での営業に切り替わり、2001年からは国際線にTu-134を投入した。さらに同年6月にはTu-134にかわりBAe 146を導入、2003年と2004年には1機ずつのBAe 146を加えベルギーやドイツなどへと新たな市場への参入を目指していた。2011年11月11日にアルバニアの民間航空庁によって運航許可が取り消され運航を停止した。

## 就航都市
- アルバニア
  - ティラナ
- コソボ
  - プリシュティナ
- ギリシャ
  - アテネ
- イタリア
  - ローマ
  - ボローニャ
  - トリノ
  - リミニ
- ドイツ
  - フランクフルト
- イギリス
  - ロンドン(スタンステッド)
- トルコ
  - イスタンブール

## 保有機材

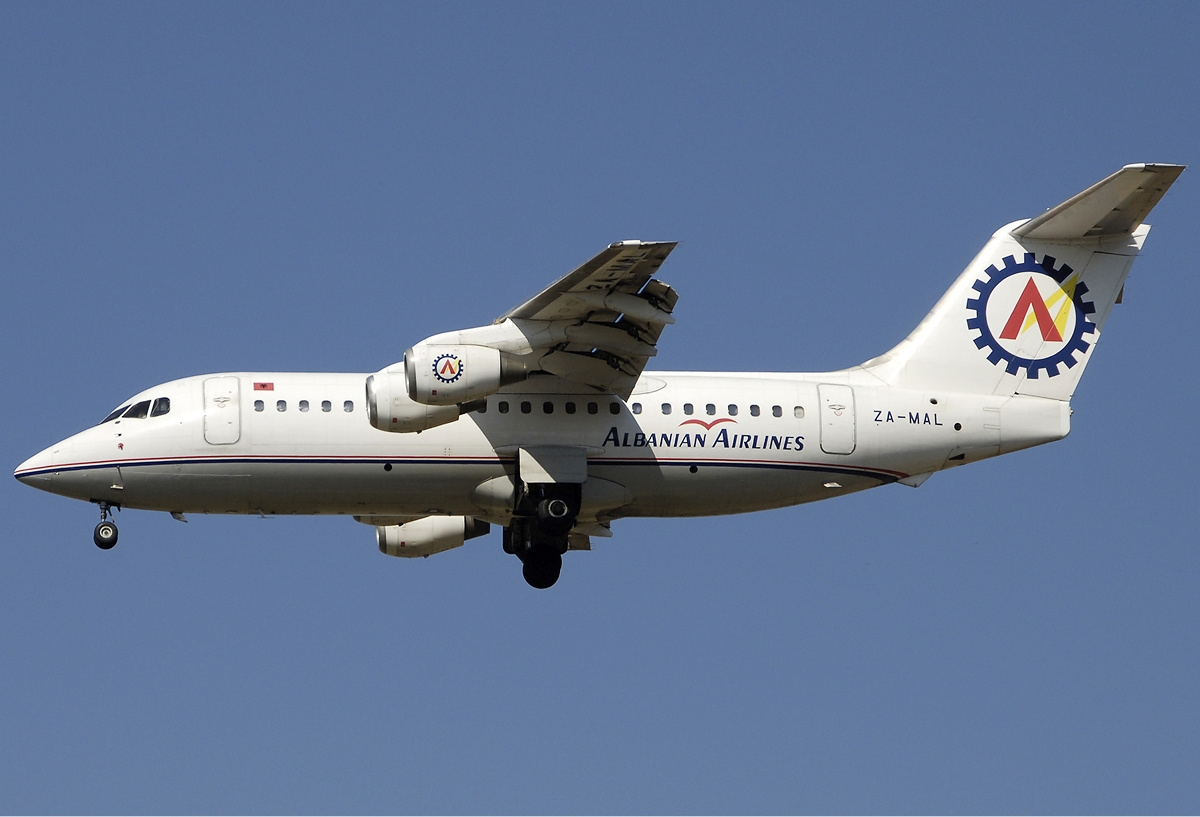
BAe 146-200

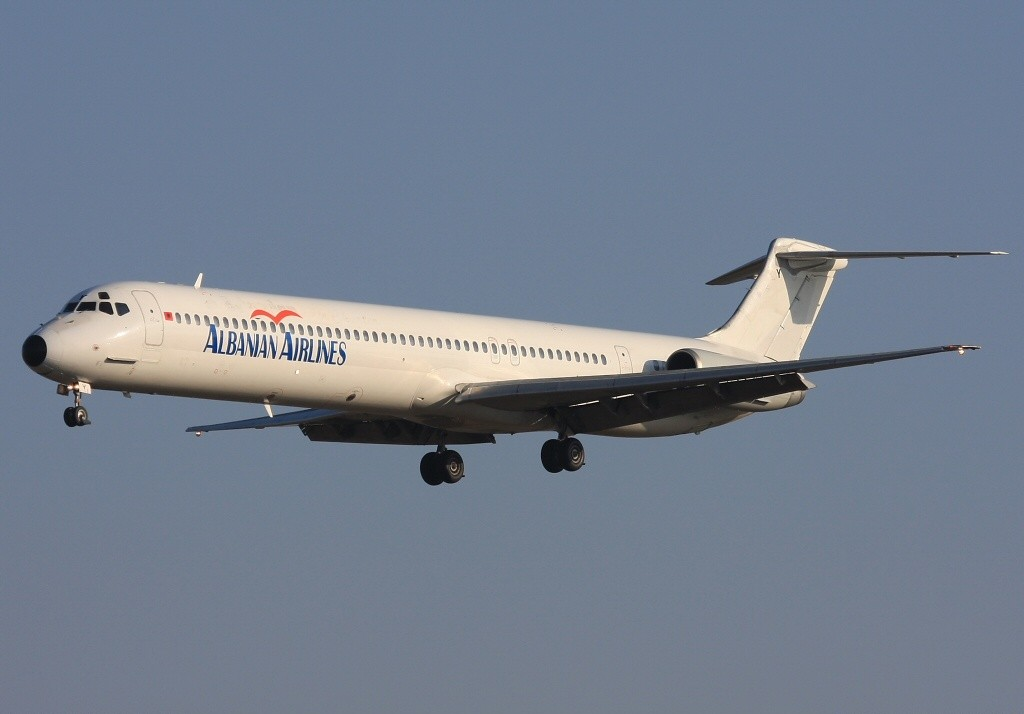
MD-82

- BAe 146-100
- BAe 146-200
- BAe 146-300
- マクドネル・ダグラスMD-82(Global Aviation社からのリース)